# Marc Goldsmith
Marc W. Goldsmith (, década de 1950) é um engenheiro mecânico estadunidense, que foi o 131.º presidente da Sociedade dos Engenheiros Mecânicos dos Estados Unidos em 2012‐2013.

## Biografia
Goldsmith entrou para a Guarda Costeira dos Estados Unidos em 1968. Serviu como licensed Second and Third Assistant Engineer com a United States Merchant Marine até 1972. Neste período obteve um bacharelado em engenharia no State University of New York Maritime College, e um MSc em engenharia nuclear no Instituto de Tecnologia de Massachusetts em 1972-1973.
Depois da pós-graduação em 1972-1973 Goldsmith começou a trabalhar na United Engineers & Constructors, Philadelphia, Pa., onde foi Nuclear and Environmental Licensing Engineer. Em 1975 co-fundou Energy Research Group, Inc., onde foi presidente até 1998. Em 1998 afiliou-se à Arthur D. Little, onde foi Associate Director e depois Director in Technology and Innovation Management. Depois, de 2004 a 2005, foi vice-presidente da Stone & Webster Management Consultants.
Foi presidente da Sociedade dos Engenheiros Mecânicos dos Estados Unidos em 2012-2013.

## Publicações selecionadas
- Goldsmith, Marc W., et al. New energy sources: dreams and promises. Energy Research Group Inc., 1661 Worcester Road, Framingham, MA 01701, 1976.
- Marc W Goldsmith. A survey of the economic costs of nuclear fuel reprocessing, 1997.
- Marc W Goldsmith. 1980 progress report to the County of Suffolk, N.Y. : technical analysis and evaluation of safety issues concerning the Shoreham Nuclear Power Plant by Energy Research Group. 1981.
- Marc W Goldsmith. The Shoreham Nuclear Power Station Atomic Safety and licensing Board hearings : 1982 progress report to the County of Suffolk, N.Y. 1982.
- Marc W Goldsmith. The Shoreham Nuclear Power Station Atomic Safety and Licensing Board operating license proceeding : 1983 status report of technical assistance to the County of Suffolk, New York. 1983.

Artigos selecionados
- Forbes, I. A., Goldsmith, M. W., Kearney, J. P., Kadak, A. C., Turnage, J. C., & Brown, G. J. (1974). "Nuclear debate: a call to reason (No. DOE/TIC-10312). Lowell Technological Inst., MA (USA). Dept. of Nuclear Engineering.